# Louis Crespel-Dellisse
Ne doit pas être confondu avec Louis Crespel.
Louis Xavier François Joseph Crespel, appelé aussi Crespel-Dellisse, né le 22 mars 1789 à Lille (alors dans la province de Flandre), et mort le 21 novembre 1865 à Neuilly-sur-Seine (alors dans le département de la Seine), est un industriel français.

## Famille

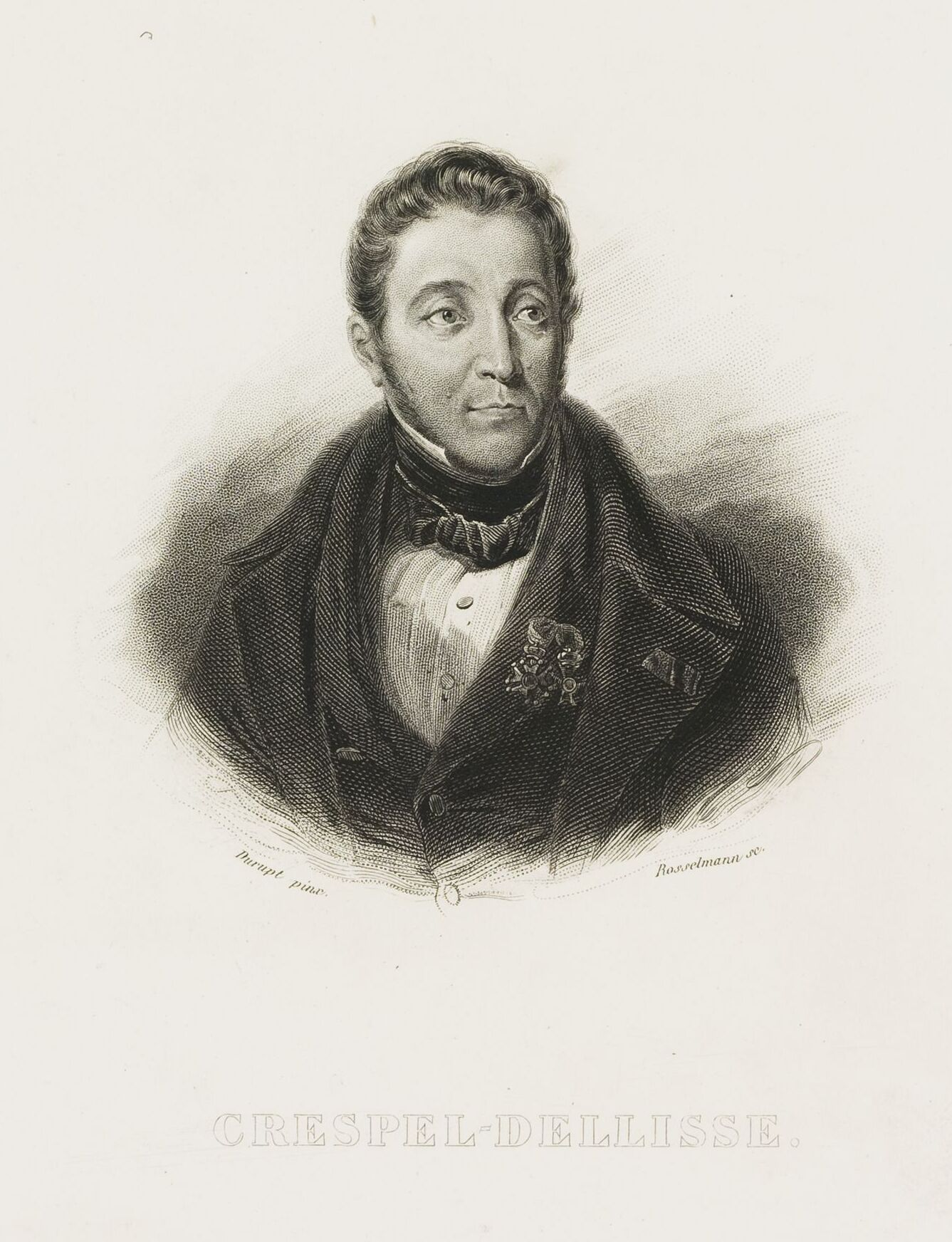
Crespel-Dellisse.

Son père, Jean Louis Joseph Crespel (1760-1794), officier de la Garde nationale, était cultivateur à Annœullin, puis marchand épicier à Lille, issu d'une famille de cultivateurs des Weppes.
Louis se marie le 13 février 1809 à Lille avec Adélaïde Alexandrine Dellisse (née en 1787), fille d'un marchand de charbon de Béthune, et le frère de celle-ci, Denis Tiburce Louis Joseph Dellisse, épouse le même jour Julie Josèphe Crespel, la sœur de Louis. Il adjoint le nom de son épouse au sien et se fait appeler Crespel-Dellisse.
Ils ont trois enfants : Denis Tiburce (1809-1860), Zelie Amadeine Pauline (1812-1846) et Adélaïde Louison Julie Aurélie (1813-) qui épousa Désiré Edmond Lecesne (1813-1895), avocat, adjoint au maire d'Arras et qui fut président de l'Académie d'Arras.

## Formation
Le décès de son père à l'âge de 34 ans, alors qu'il n'est âgé que de cinq ans, ne lui permet pas de suivre des études.

## Professionnel
Il commence par exploiter un commerce de grains et d’eau-de-vie à Béthune.
En 1809, il est présent lors de la présentation de cristaux de sucre élaborés à partir de jus de betterave. En effet, le blocus continental instauré par Napoléon en 1806 pour lutter contre le Royaume-Uni pousse les chercheurs à mettre au point la fabrication du sucre de betterave afin de remplacer le sucre de canne. Il correspond avec Charles Derosne, Jean-Antoine Chaptal et Louis Joseph Gay-Lussac.
Il installe un atelier rue de l’Arc, à Lille, avec l'aide de son beau-frère Denis Dellisse et de son cousin Parsy, et produit le premier sucre d’origine régionale en 1810.
À partir de 1830, il intéresse son fils Tiburce (1809-1860) à la gestion de ses entreprises. Il restaure en 1835 le château de Soubise à Saulty et fonde à proximité une fabrique de sucre et gère une exploitation de 400 ha. Il possède à l'apogée de son commerce huit fabriques de sucre, dont notamment la sucrerie distillerie de Francières dans l'Oise (de 1933 à 1954) et treize exploitations rurales sur quatre départements.
En 1837, le gouvernement décide, pour soutenir le sucre colonial, de taxer de 15 francs par quintal de betteraves les sucreries métropolitaines. La production chute de 39 000 tonnes en 1838 à 23 000 tonnes en 1839. Crespel, qui paya 300 000 francs d’impôts en 1839, vit ses impôts passer à un million en 1840 et 1 500 000 en 1841. De plus, les progrès techniques rendent le matériel obsolète et les rendements insuffisants ; il est alors aux prises avec des difficultés financières.
La production dans le Nord s’effondre avec la chute de l’Empire en 1814 et la reprise des importations de sucre de provenance coloniale. Malgré le désastre financier, Crespel-Dellisse, abandonné par son beau-frère Denis Dellisse, doit liquider 50 tonnes de sucre à bas prix. Mais il poursuit, seul en France, la fabrication du sucre de betterave. Il s’installe à Arras, rue des Promenades, dans l'ancien refuge de l'abbaye d'Arrouaise. Il pousse les agriculteurs à accroître leurs cultures, construit de nouvelles usines et, en 1826, il est propriétaire de trois fabriques, qui produisent 100 tonnes de sucre par an.
Au total, en 1848, ses treize « fabriques de sucre agricole » utilisent la production de 2 274 ha et l'ensemble de son industrie produit un actif de 2 819 000 tonnes pour 2 500 000 kilogrammes de sucre obtenu. En 1855, ce sont huit usines qui mettent sur le marché 3 000 tonnes de sucre. Crespel-Dellisse est alors le plus important fabricant de sucre en Europe.
Victime de la crise économique de 1857, il est amené à revendre des usines. À la mort de son fils en 1860, il reprend seul la direction des usines, grâce à un prêt du gouvernement. L'entreprise est liquidée en 1863.

## Après la liquidation
En 1864, le marquis d'Havrincourt (Alphonse de Cardevac d'Havrincourt) attire l'attention du gouvernement sur lui et le Corps législatif lui vote, à titre de récompense nationale, une rente annuelle de 6 000 francs. À la mort de son épouse Louis Crespel-Dellisse se retire à Neuilly. Il meurt à 76 ans du choléra lors de l'épidémie en 1865.
Le président de l’Académie d’Arras prononce son éloge funèbre en le présentant comme un « pionnier du progrès » qui a su démontrer par son acharnement « la possibilité d’une union étroite entre l’agriculture et l’industrie, réputées auparavant d’irréconciliables ennemies. »
En 1866, un décret impérial autorise la ville d’Arras à donner le nom de Crespel au nouveau boulevard créé à l'emplacement de la rue des Promenades. En 1867, la ville d'Arras lui érige un monument coiffé de son buste en bronze (sculpté par Léon Cugnot), au bout du cours de Verdun, sur le boulevard qui porte son nom. De toutes les fabriques de sucre que l’industriel a dirigé en Picardie, seule celle de Francières a été épargnée par les bombardements de la Première Guerre mondiale.

Détails du dos du monument d'Arras
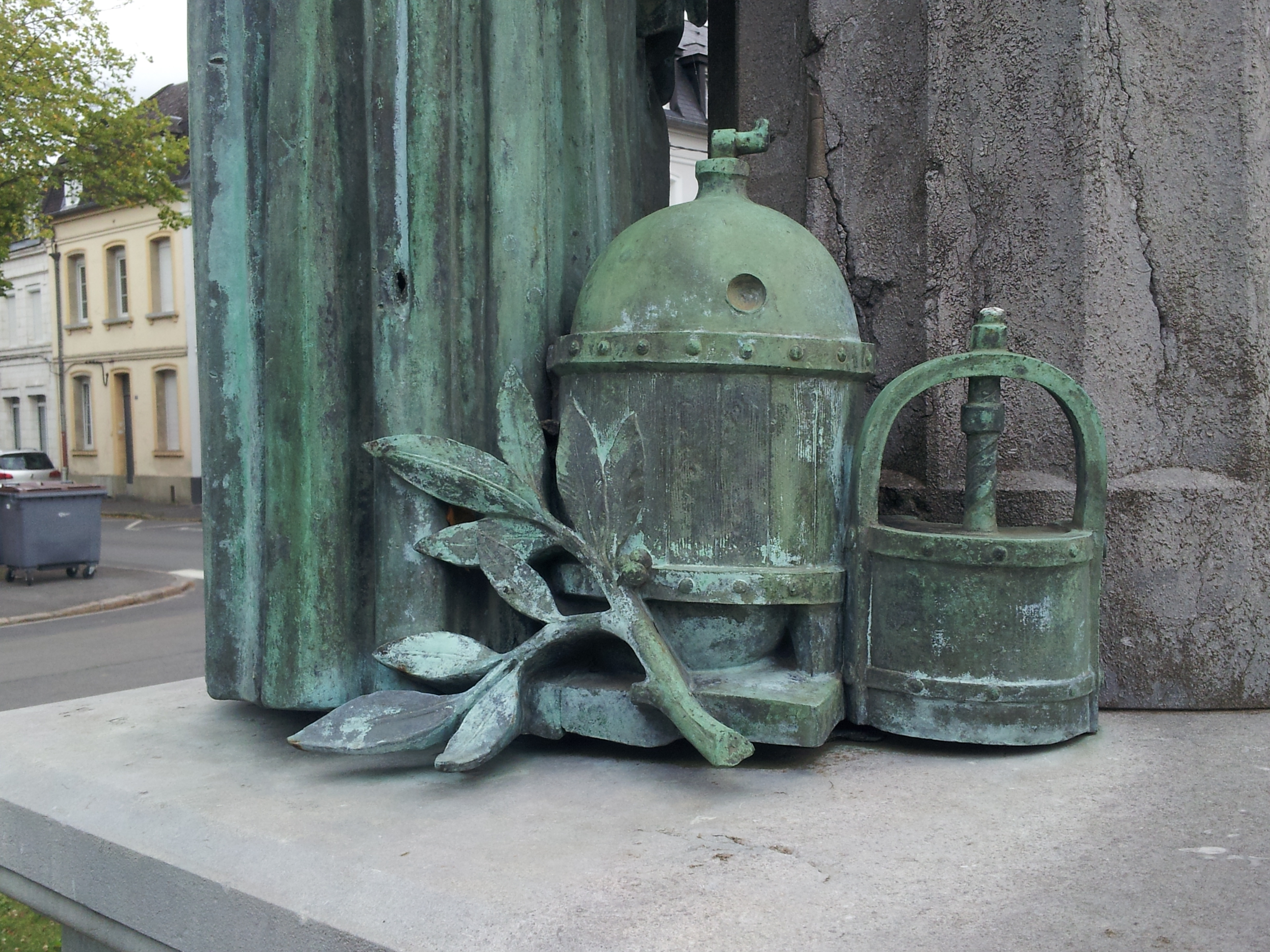
Installation de raffinage du jus de betterave pour en retirer le sucre.
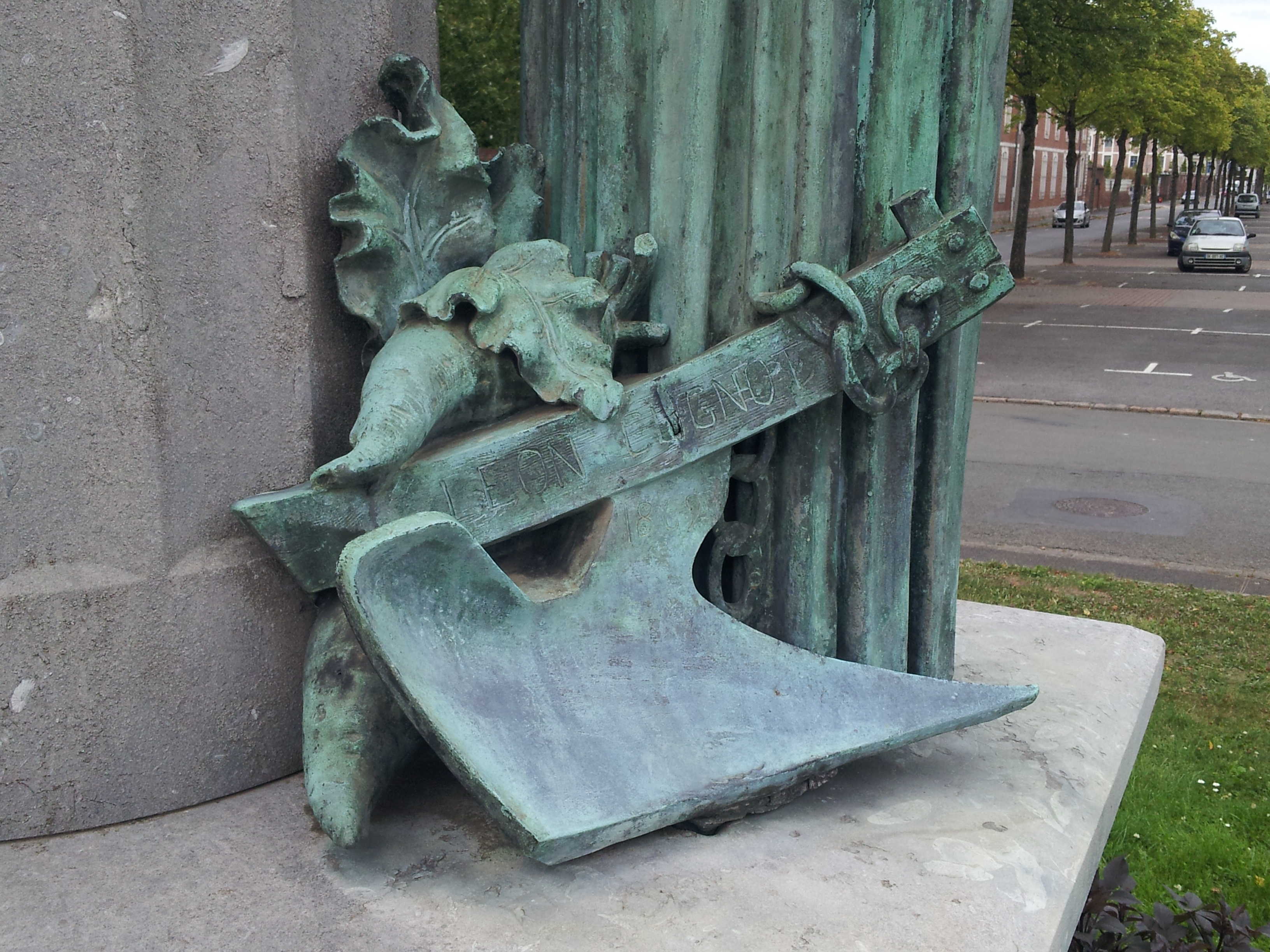
Socle de charrue et betteraves sucrières.

## Mandats
- Membre du conseil municipal d'Arras en 1846.
- Chambre de commerce et d'industrie d'Arras.
- Tribunal de commerce d'Arras.

## Récompenses industrielles
- Grande médaille d’or de la Société d’encouragement pour l'industrie nationale (remise par Jean-Antoine Chaptal le 27 avril 1825[5].).
- Membre de la Société impériale d’agriculture de Vienne (Autriche).
- Membre du Conseil général de l’agriculture, du commerce et des manufactures.
- Membre de la Chambre consultative d’agriculture de l’arrondissement d’Arras.
- Vice-président du Comité d’agriculture de l’Académie nationale agricole, manufacturière & commerciale de Paris.
- Président du Comité des fabricants de sucre de Paris (de 1836 à 1839).
- Membre de la Société centrale d’agriculture du Pas-de-Calais.
- Membre des Sociétés d’agriculture de Valenciennes, Saint-Omer, Calais.
- Diplôme d'honneur de l'Académie nationale agricole (1863).

## Parmi ses décorations et récompenses autres qu’industrielles
- Chevalier de la Légion d'honneur en 1831[6].
- Chevalier du Mérite de la maison de Hesse en 1831.
- Chevalier du l'ordre du Grand-duché de Hesse-Darmstadt en 1838.
- Chevalier de l'Ordre royal de Prusse, puis Aigle royal de Prusse en 1838.
- Médaille d’or de la Société d’agriculture en 1828.
- Médaille de bronze pour son semoir à l’exposition de 1834.
- Médaille d’honneur en or à celle de 1855.
- Médaille d’honneur en or pour sa race bovine à l’exposition régionale de 1857.
- Diplôme d’honneur de l’Académie nationale en 1863.